# Премия журнала «Filmfare» за вклад в кинематографию
Премия журнала «Filmfare» за вклад в кинематографию (англ. Filmfare Lifetime Achievement Award), первоначальное название Премия Раджа Капура за вклад в кинематографию (англ. Raj Kapoor Award for Lifetime Achievement) — один из специальных призов наиболее престижной кинопремии Болливуда Filmfare Awards. Присуждается лауреатам единожды в жизни, по совокупности заслуг в кинематографе.
Первым обладателем премии за пожизненные достижения стал на 36-й церемонии награждения Filmfare Awards (в 1991 году) актёр Амитабх Баччан.
Последним на настоящий момент, в январе 2024 года, премии был удостоен кинорежиссёр Дэвид Дхаван.

## Обладатели премии
В списке приведены сведения о лауреатах номинации, сгруппированные по церемониям (годам) и десятилетиям. В таблицы включены имена персоналий с указанием возраста, в котором была получена награда, и профессии. Лауреаты, по возможности, представлены фотографиями.

### 1990-е годы
| Церемония       | Фото лауреатов | Лауреаты       | Возраст | Профессия       | Всего премий Filmfare                                                                | Прочие номинации Filmfare | Ссылки                    |
| --------------- | -------------- | -------------- | ------- | --------------- | ------------------------------------------------------------------------------------ | ------------------------- | ------------------------- |
| 36-я (1991 год) |                | Амитабх Баччан | 48      | Актёр           | 14, в том числе: за лучшую мужскую роль — 5 за лучшую мужскую роль второго плана — 3 | 32                        | [ 4 ] [ 5 ]               |
| 38-я (1993 год) |                | Дев Ананд      | 68      | Актёр           | 2 за лучшую мужскую роль                                                             | 4                         | [ 6 ] [ 7 ]               |
| 39-я (1994 год) |                | Дилип Кумар    | 70      | Актёр           | 8 за лучшую мужскую роль                                                             | 11                        | [ 8 ] [ 9 ] [ 10 ] [ 11 ] |
| 39-я (1994 год) |                | Лата Мангешкар | 64      | Певица          | 5, в том числе: за лучший женский закадровый вокал — 4                               | 15                        | [ 12 ] [ 13 ]             |
| 40-я (1995 год) |                | Шамми Капур    | 63      | Актёр           | 2, в том числе: за лучшую мужскую роль — 1 за лучшую мужскую роль второго плана — 1  | 1                         | [ 14 ]                    |
| 40-я (1995 год) |                | Вахида Рехман  | 58      | Актриса         | 2 за лучшую женскую роль                                                             | 6                         | [ 4 ] [ 9 ]               |
| 41-я (1996 год) |                | Ашок Кумар     | 84      | Актёр           | 3, в том числе: за лучшую мужскую роль — 2 за лучшую мужскую роль второго плана — 1  | 5                         | [ 4 ] [ 15 ]              |
| 41-я (1996 год) |                | Сунил Датт     | 66      | Актёр           | 2 за лучшую мужскую роль                                                             | 1                         | [ 16 ]                    |
| 41-я (1996 год) |                | Виджаянтимала  | 62      | Актриса         | 3 за лучшую женскую роль                                                             | 1                         | [ 17 ]                    |
| 42-я (1997 год) |                | Дхармендра     | 61      | Актёр           | 0                                                                                    | 6                         | [ 4 ] [ 18 ]              |
| 42-я (1997 год) |                | Мумтаз         | 49      | Актриса         | 1 за лучшую женскую роль                                                             | 2                         | [ 19 ]                    |
| 43-я (1998 год) |                | Шармила Тагор  | 61      | Актриса         | 1 за лучшую женскую роль                                                             | 2                         | [ 20 ]                    |
| 44-я (1999 год) |                | Манодж Кумар   | 61      | Актёр, режиссёр | 6, в том числе: за лучшую режиссуру — 2 за лучшую мужскую роль — 1                   | 6                         | [ 21 ]                    |
| 44-я (1999 год) |                | Хелен          | 60      | Актриса         | 1 за лучшую женскую роль второго плана                                               | 4                         | [ 21 ]                    |

### 2000-е годы
| Церемония       | Фото лауреатов | Лауреаты        | Возраст | Профессия                  | Всего премий Filmfare                                                                   | Прочие номинации Filmfare | Ссылки              |
| --------------- | -------------- | --------------- | ------- | -------------------------- | --------------------------------------------------------------------------------------- | ------------------------- | ------------------- |
| 45-я (2000 год) |                | Винод Кханна    | 51      | Актёр                      | 1 за лучшую мужскую роль второго плана                                                  | 3                         | [ 22 ]              |
| 45-я (2000 год) |                | Хема Малини     | 49      | Актриса                    | 1 за лучшую женскую роль                                                                | 10                        | [ 22 ]              |
| 46-я (2001 год) |                | Фероз Хан       | 61      | Актёр, режиссёр            | 1 за лучшую мужскую роль                                                                | 3                         | [ 23 ]              |
| 46-я (2001 год) |                | Аша Бхосле      | 67      | Певица                     | 8, в том числе: за лучший женский закадровый вокал — 7                                  | 11                        | [ 23 ]              |
| 47-я (2002 год) |                | Гулзар          | 67      | Режиссёр, сценарист, лирик | 17, в том числе: за лучшие слова к песне для фильма — 11, за лучший диалог в фильме — 4 | 23                        | [ 8 ] [ 25 ] [ 26 ] |
| 47-я (2002 год) |                | Аша Парекх      | 59      | Актриса                    | 1 за лучшую женскую роль                                                                | 3                         | [ 27 ]              |
| 48-я (2003 год) |                | Джитендра       | 60      | Актёр                      | 0                                                                                       | 0                         | [ 28 ]              |
| 48-я (2003 год) |                | Рекха           | 48      | Актриса                    | 3, в том числе: за лучшую женскую роль — 2 за лучшую женскую роль второго плана — 1     | 10                        | [ 28 ]              |
| 49-я (2004 год) |                | Сулочана Латкар | 75      | Актриса                    | 0                                                                                       | 0                         | [ 29 ]              |
| 49-я (2004 год) |                | Нирупа Рой      | 73      | Актриса                    | 3 за лучшую женскую роль второго плана                                                  | 1                         | [ 29 ]              |
| 49-я (2004 год) |                | Б. Р. Чопра     | 89      | Режиссёр                   | 1 за лучшую режиссуру                                                                   | 4                         | [ 29 ]              |
| 50-я (2005 год) |                | Раджеш Кханна   | 62      | Актёр                      | 5, в том числе: за лучшую мужскую роль — 3                                              | 11                        | [ 32 ]              |
| 51-я 2006 год)  |                | Шабана Азми     | 54      | Актриса                    | 3 за лучшую женскую роль                                                                | 8                         | [ 33 ]              |
| 52-я (2007 год) |                | Джавед Ахтар    | 61      | Сценарист, лирик           | 15, в том числе: за лучшие слова к песне для фильма — 8, за лучший сценарий — 3         | 25                        | [ 2 ] [ 34 ]        |
| 52-я (2007 год) |                | Джая Баччан     | 58      | Актриса                    | 8, в том числе: за лучшую женскую роль — 3 за лучшую женскую роль второго плана — 3     | 5                         | [ 2 ] [ 34 ]        |
| 53-я (2008 год) |                | Риши Капур      | 55      | Актёр                      | 2, в том числе: за лучшую мужскую роль — 1                                              | 6                         | [ 35 ]              |
| 54-я (2009 год) |                | Ом Пури         | 60      | Актёр                      | 1 за лучшую мужскую роль второго плана                                                  | 4                         | [ 37 ] [ 38 ]       |
| 54-я (2009 год) |                | Бхану Атайя     | 79      | Художник по костюмам       | 0                                                                                       | 0                         | [ 37 ] [ 38 ]       |

### 2010-е годы
| Церемония       | Фото лауреатов | Лауреаты                 | Возраст   | Профессия  | Всего премий Filmfare                                         | Прочие номинации Filmfare | Ссылки        |
| --------------- | -------------- | ------------------------ | --------- | ---------- | ------------------------------------------------------------- | ------------------------- | ------------- |
| 55-я (2010 год) |                | Шаши Капур               | 71        | Актёр      | 1 за лучшую мужскую роль второго плана                        | 3                         | [ 39 ] [ 40 ] |
| 55-я (2010 год) |                | Хайям                    | 73        | Композитор | 2 за лучшую музыку к песне для фильма                         | 6                         | [ 39 ] [ 40 ] |
| 56-я (2011 год) |                | Манна Дей                | 91        | Певец      | 1 за лучший мужской закадровый вокал                          | 4                         | [ 41 ] [ 42 ] |
| 57-я (2012 год) |                | Пьярелал Рампрасад Шарма | 71        | Композитор | 7 за лучшую музыку к песне для фильма                         | 25                        | [ 43 ] [ 44 ] |
| 57-я (2012 год) |                | Аруна Ирани              | 59        | Актриса    | 2 за лучшую женскую роль второго плана                        | 10                        | [ 43 ] [ 44 ] |
| 58-я (2013 год) |                | Яш Чопра                 | посмертно | Режиссёр   | 11, в том числе: за лучшую режиссуру — 4, за лучший фильм — 4 | 28                        | [ 46 ] [ 47 ] |
| 59-я (2014 год) |                | Тануджа                  | 73        | Актриса    | 1 за лучшую женскую роль второго плана                        | 2                         | [ 48 ] [ 49 ] |
| 60-я (2015 год) |                | Камини Каушал            | 88        | Актриса    | 1 за лучшую женскую роль                                      | 0                         | [ 50 ]        |
| 61-я (2016 год) |                | Моушуми Чаттерджи        | 67        | Актриса    | 0                                                             | 2                         | [ 51 ]        |
| 62-я (2017 год) |                | Шатругхан Синха          | 71        | Актёр      | 0                                                             | 4                         | [ 52 ]        |
| 63-я (2018 год) |                | Мала Синха               | 81        | Актриса    | 0                                                             | 4                         | [ 53 ]        |
| 63-я (2018 год) |                | Баппи Лахири             | 65        | Композитор | 1 за лучшую музыку к песне для фильма                         | 6                         | [ 53 ]        |
| 64-я (2019 год) |                | Шридеви                  | посмертно | Актриса    | 2 за лучшую женскую роль                                      | 8                         | [ 54 ]        |

### 2020-е годы
| Церемония       | Фото лауреатов | Лауреаты     | Возраст   | Профессия | Всего премий Filmfare                      | Прочие номинации Filmfare | Ссылки |
| --------------- | -------------- | ------------ | --------- | --------- | ------------------------------------------ | ------------------------- | ------ |
| 65-я (2020 год) |                | Рамеш Сиппи  | 73        | Режиссёр  | 1 за лучший фильм                          | 3                         | [ 55 ] |
| 66-я (2021 год) |                | Ирфан Хан    | посмертно | Актёр     | 5, в том числе: за лучшую мужскую роль — 2 | 2                         | [ 56 ] |
| 67-я (2022 год) |                | Субхаш Гхай  | 77        | Режиссёр  | 2, в том числе: за лучшую режиссуру — 1    | 5                         | [ 57 ] |
| 68-я (2023 год) |                | Прем Чопра   | 87        | Актёр     | 1 за лучшую мужскую роль второго плана     | 2                         | [ 58 ] |
| 68-я (2023 год) |                | Дэвид Дхаван | 72        | Режиссёр  | 0                                          | 1                         | [ 59 ] |

## Родственные связи некоторых лауреатов премии
Как известно, многие известные индийские актёры вообще и болливудские в частности, являются представителями больших кинематографических кланов, насчитывающих 3-4 поколения деятелей театра и кино. Так некоторые лауреаты премии связаны меж собой родственными связями разного рода. 
- Являются супругами: Амитабх и Джая Баччан, Дхармендра и Хема Малини, Шабана Азми и Джавед Ахтар.
- Являются братьями: Шамми Капур и Шаши Капур, Б.Р. Чопра[англ.] и Яш Чопра; или сестрами Лата Мангешкар и Аша Бхосле.
- Риши Капур приходится племянником вышеупомянутым братьям Капур.